# Дуков
Дуков (нім. Duckow) — громада в Німеччині, розташована в землі Мекленбург-Передня Померанія. Входить до складу району Мекленбургіше-Зенплатте. Складова частина об'єднання громад Мальхін-ам-Куммеровер-Зе.
Площа — 14,26 км2. Населення становить Невірний параметр metadata 13 071 030 ос. (станом на 31 грудня 2020).

## Галерея

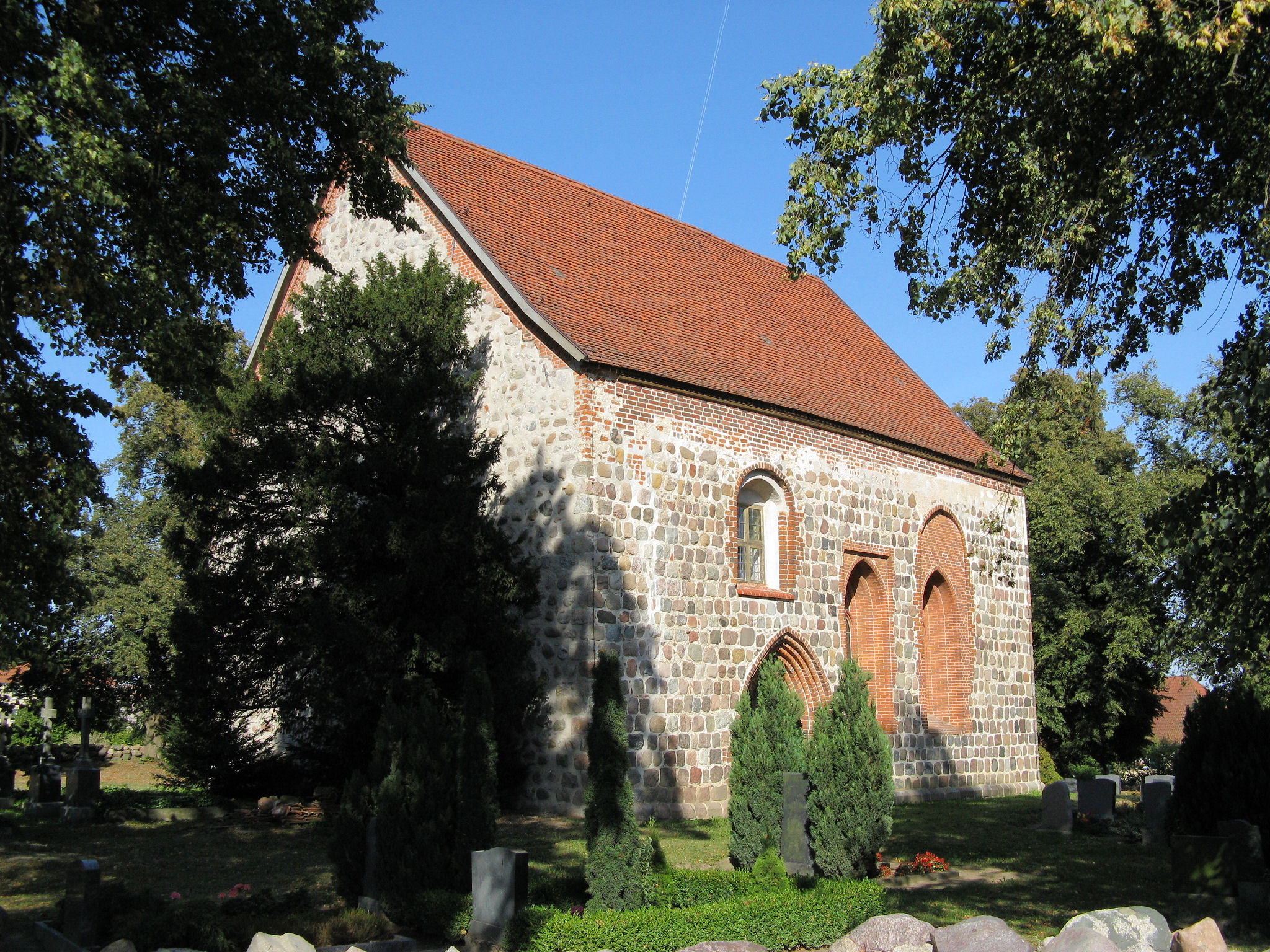